# Wolf Christoph von Hackeborn

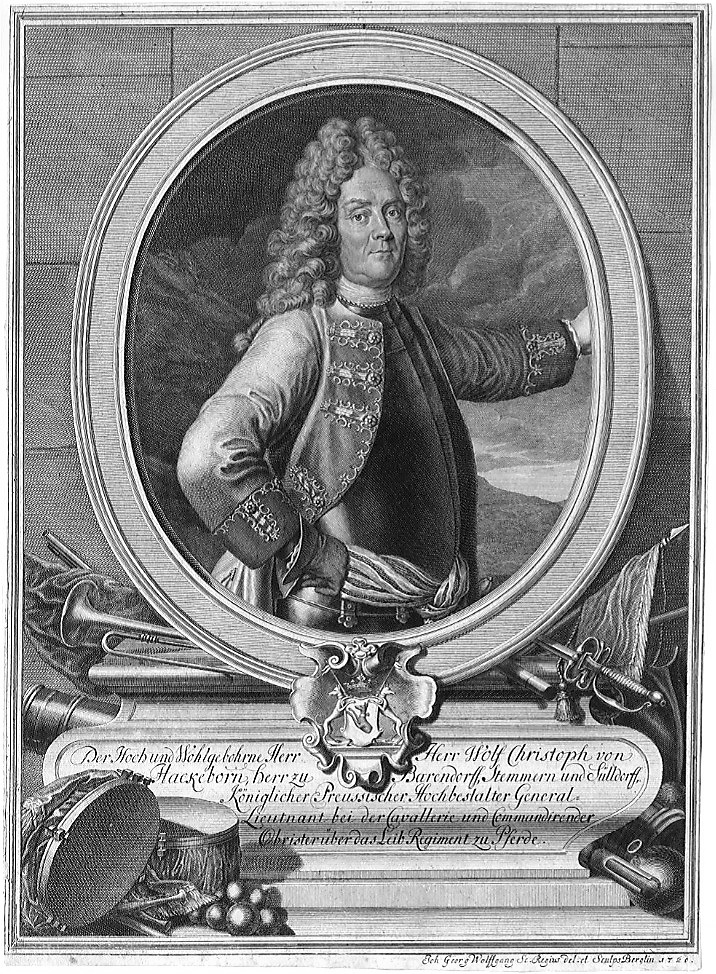
Wolf Christoph von Hackeborn, Herr zu Barendorff, Stemmern und Sülldorff, mit Familienwappen, 1719

Wolf Christoph von Hackeborn (* 21. Juni 1661 in Staßfurt; † 27. April 1719 auf Bahrendorf) war ein preußischer Generalleutnant und Kommandeur des Leibregiments sowie Erbherr auf Bahrendorf.

## Leben

### Herkunft

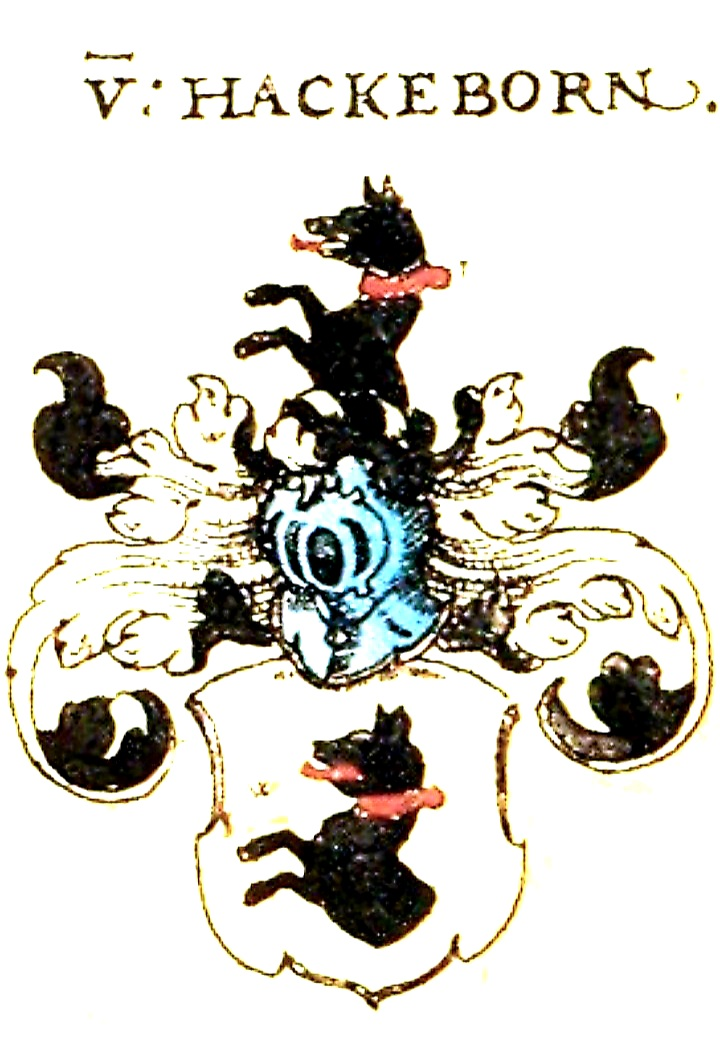
Wappen derer von Hackeborn in Johann Siebmachers Wappenbuch von 1605, bei Ritterschaft und Adel in Sachsen

Seine Familie stammt aus dem Magdeburgischen. Seine Eltern waren der kursächsische Rittmeister und Landrat des Herzogtums Magdeburg Dietrich von Hackeborn und dessen Ehefrau Anna Rosina, geborene von Bünau aus dem Haus Thürnhof.

### Militärlaufbahn

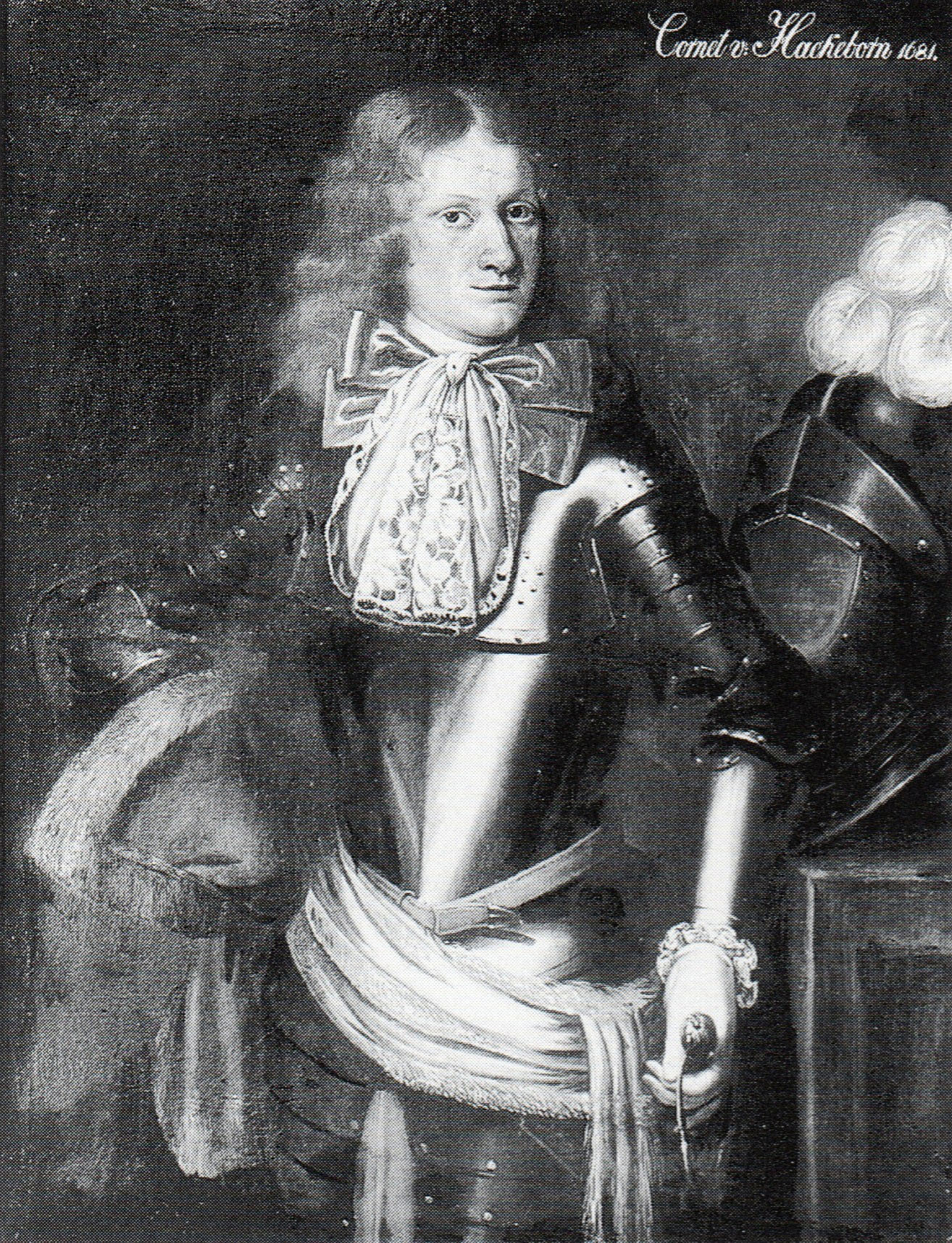
Wolf Christoph von Hackeborn als Rittmeister, Ölgemälde von 1681.

Hackeborn besuchte das Gymnasium in Quedlinburg und ließ sich im Sommer 1672 an der Universität Leipzig immatrikulieren. Er kam in brandenburgische Dienste, diente zunächst in der Infanterie und wurde 1692 Oberstleutnant. Er kommandierte dabei die erste Kompanie der kurmärkischen Leibgarde in Berlin. Die Mitglieder der Truppe waren alles Kadetten. Am 26. Juli 1707 wurde er Brigadier und am 29. November 1709 Generalmajor der Kavallerie und Kommandeur des Leibregiments. Damit wurde er Nachfolger von Adolph von Wangenheim. Zudem diente er als russischer Gesandter und begleitete 1712 Zar Peter den Großen. Am 10. Oktober 1717 wurde er noch Generalleutnant und erhielt das königliche Lusthaus Ruhleben als Wohnsitz.
Er war bis 1714 Amtshauptmann von Bartenstein und Preußisch Eylau in Preußen, verkaufte dann mit königlicher Erlaubnis das Amt an Heinrich Albrecht von Kalnein und starb am 27. April 1719.

### Familie
Er heiratete im November 1698 Anna Dorothea von dem Bussche (1662–1724), die Witwe des fürstlich anhalt-zerbstschen Kammerrats Hans Rudolf von Kalitsch († 1694) und Tochter von Clamor von dem Bussche (1624–1684), Herr von Lohe, und der Anna Lucie von Münchhausen (1634–1688).
Wolf Christoph von Hackeborn wurde im hackbornschen Erbbegräbnis bei Bahrendorf beigesetzt. Bei der Öffnung des Grabes wurde 1830 festgestellt, dass der Leichnam mumifiziert war. Auch die Leichen von dessen Vetter Friedrich Wilhelm von Hackeborn und von einem Rittmeister von Loe fand man mumifiziert vor.